# Иннландет
Иннландет (норв. Innlandet) — один из округов (фюльке) Норвегии, образованный из округов Хедмарк и Оппланн. Округ образован согласно административной реформе, принятой Парламентом Норвегии и вступающей в действие 1 января 2020 года.
Столицей округа является город Лиллехаммер. Кроме того, другими крупными городами являются Йёвик, Хамар, Эльверум и Брумунндал.

Округ занимает 17 процентов от общей наземной площади Норвегии. На его территории находится самая высокая точка Норвегии — Галлхёпигген, а также самое большое озеро Норвегии — Мьёса (частично в округе Акерсхус).

Карта округов Норвегии после вступления реформы в силу. Иннланндет отмечена красным.